# Zalîjnea, Sokal
Zalîjnea (în ucraineană Залижня) este un sat în comuna Smîkiv din raionul Sokal, regiunea Liov, Ucraina.

## Demografie
Componența lingvistică a localității Zalîjnea
     Ucraineană (100%)
Conform recensământului din 2001, toată populația localității Zalîjnea era vorbitoare de ucraineană (100%).